# گل‌خورک داروین
گل‌خورک داروین (نام علمی: Periophthalmus darwini) نام گونه‌ای از سرده گل‌خورک‌ماهی است.